# World Tour w siatkówce plażowej 2007
World Tour w siatkówce plażowej 2007 składał się z 17 turniejów dla mężczyzn i kobiet. Spośród tych turniejów cztery z nich posiadały rangę Grand Slam, a także odbyły się Mistrzostwa Świata w Gstaad. Zawody w Acapulco oraz na Bali zostały odwołane. Mistrzami World Tour wśród mężczyzn piąty raz z rzędu zostali Emanuel Rego i Ricardo Santos, natomiast wśród kobiet trzeci raz z rzędu zostały Juliana Felisberta oraz Larissa França.

## Zawody

### Klasyfikacja turniejów
| World Championships |
| Grand Slam          |
| Open                |

### Mężczyźni
| Turniej                                                                     | 1 miejsce                                               | 2 miejsce                          | 3 miejsce                                              | 4 miejsce                            |
| --------------------------------------------------------------------------- | ------------------------------------------------------- | ---------------------------------- | ------------------------------------------------------ | ------------------------------------ |
| China Shanghai Jinshan Open Szanghaj, Chiny 1 - 5 maja                      | Harley Marques Pedro Solberg Salgado 15-21, 22-20,15-12 | Márcio Araújo Fábio Luiz Magalhães | Patrick Heuscher Sascha Heyer 21-19, 21-17             | Dmitri Barsuk Igor Kolodinsky        |
| Bahrain Open Manama, Bahrajn 8 - 12 maja                                    | Reinder Nummerdor Richard Schuil 17-21, 21-19, 15-13    | Franco Neto Pedro Cunha            | Harley Marques Pedro Solberg Salgado 21-19, 21-12      | Julius Brink Christoph Dieckmann     |
| Italian Open Presented by Abruzzo Roseto degli Abruzzi, Włochy 23 - 27 maja | Márcio Araújo Fábio Luiz Magalhães 23-21, 16-21, 15-12  | Emanuel Rego Ricardo Santos        | Dmitri Barsuk Igor Kolodinsky 21-14, 21-17             | Pablo Herrera Raul Mesa              |
| VIP Open Zagrzeb, Chorwacja 5 - 10 czerwca                                  | Kristjan Kais Rivo Vesik 21-19, 17-21, 17-15            | Patrick Heuscher Sascha Heyer      | Dmitri Barsuk Igor Kolodinsky 21-14, 21-12             | Andrew Schacht Joshua Slack          |
| Open of Portugal Espinho, Portugalia 13 - 17 czerwca                        | Emanuel Rego Ricardo Santos 18-21, 21-17, 19-17         | Franco Neto Pedro Cunha            | Márcio Araújo Fábio Luiz Magalhães 21-16, 21-16        | Harley Marques Pedro Solberg Salgado |
| Henkel Grand Chelem Paryż, Francja 20 - 24 czerwca                          | Emanuel Rego Ricardo Santos 19-21, 21-17, 15-12         | Franco Neto Pedro Cunha            | Mike Lambert Stein Metzger 21-12, 21-17                | Julius Brink Christoph Dieckmann     |
| ConocoPhillips Grand Slam Stavanger, Norwegia 27 czerwca - 1 lipca          | Márcio Araújo Fábio Luiz Magalhães 21-14, 27-25         | Reinder Nummerdor Richard Schuil   | Wu Penggen Xu Linyin 21-18, 19-21, 15-13               | Dmitri Barsuk Igor Kolodinsky        |
| Montréal Open Montreal, Kanada 3 - 8 lipca                                  | Emanuel Rego Ricardo Santos 17-21, 21-13, 18-16         | Andrew Schacht Joshua Slack        | Harley Marques Pedro Solberg Salgado 21-15, 21-16      | Jochem De Gruijter Gijs Ronnes       |
| Smart Grand Slam Berlin, Niemcy 10 - 15 lipca                               | Márcio Araújo Fábio Luiz Magalhães walkower             | David Klemperer Eric Koreng        | Phil Dalhausser Todd Rogers walkower                   | Julius Brink Christoph Dieckmann     |
| World Series 13 Marsylia, Francja 18 - 22 lipca                             | Franco Neto Pedro Cunha 21-9, 17-21, 15-7               | Mariano Baracetti Martín Conde     | Dmitri Barsuk Igor Kolodinsky 21-19, 21-15             | Kentaro Asahi Katsuhiro Shiratori    |
| World Championships Gstaad, Szwajcaria 24 - 29 lipca                        | Phil Dalhausser Todd Rogers 21-16, 21-19                | Dmitri Barsuk Igor Kolodinsky      | Andrew Schacht Joshua Slack 21-17, 21-19               | Emanuel Rego Ricardo Santos          |
| Grand Slam presented by Nokia Klagenfurt, Austria 1 - 5 sierpnia            | Emanuel Rego Ricardo Santos 21-13, 21-14                | David Klemperer Eric Koreng        | Reinder Nummerdor Richard Schuil 21-14, 21-8           | Márcio Araújo Fábio Luiz Magalhães   |
| Otera Open Kristiansand, Norwegia 8 - 12 sierpnia                           | Emanuel Rego Ricardo Santos 21-15, 21-9                 | Jonas Reckermann Mischa Urbatzka   | Márcio Araújo Fábio Luiz Magalhães 19-21, 21-19, 15-12 | Dmitri Barsuk Igor Kolodinsky        |
| PAF Open Åland, Finlandia 15 - 19 sierpnia                                  | Harley Marques Pedro Solberg Salgado 21-18, 21-18       | Jonas Reckermann Mischa Urbatzka   | Florian Gosch Alexander Horst 21-13, 17-21, 16-14      | Jørre Kjemperud Tarjei Skarlund      |
| St. Petersburg Open Petersburg, Rosja 29 sierpnia - 2 września              | Harley Marques Pedro Solberg Salgado 21-14, 23-21       | Dmitri Barsuk Igor Kolodinsky      | Márcio Araújo Fábio Luiz Magalhães 21-11, 21-13        | Franco Neto Pedro Cunha              |
| Mazury Open Presented by Hotel Anders Stare Jabłonki, Polska 5 - 9 września | Emanuel Rego Ricardo Santos 21-17, 21-14                | Mariano Baracetti Martín Conde     | Márcio Araújo Fábio Luiz Magalhães 21-16, 21-15        | Franco Neto Pedro Cunha              |
| Banco do Brasil Open Fortaleza, Brazylia 26 - 30 września                   | Emanuel Rego Ricardo Santos 21-13, 21-15                | Phil Dalhausser Todd Rogers        | Márcio Araújo Fábio Luiz Magalhães 21-14, 21-17        | Martin Laciga Jan Schnider           |

### Kobiety
| Turniej                                                                             | 1 miejsce                                        | 2 miejsce                         | 3 miejsce                                             | 4 miejsce                                 |
| ----------------------------------------------------------------------------------- | ------------------------------------------------ | --------------------------------- | ----------------------------------------------------- | ----------------------------------------- |
| China Shanghai Jinshan Open Szanghaj, Chiny 2 - 6 maja                              | Tian Jia Wang Jie 21-14, 18-21, 15-13            | Nila Ann Håkedal Ingrid Tørlen    | Talita Antunes Renata Ribeiro 16-21, 21-17, 15-10     | Ana Paula Henkel Leila Barros             |
| Singapore Open Sentosa, Singapur 23 - 27 maja                                       | Talita Antunes Renata Ribeiro 21-15, 21-19       | Tian Jia Wang Jie                 | Xue Chen Zhang Xi 21-18, 21-9                         | Juliana Felisberta Larissa França         |
| Seoul Open Seul, Korea Południowa 30 maja - 3 czerwca                               | Natalie Cook Tamsin Hinchley 21-19, 21-19        | Tian Jia Wang Jie                 | Juliana Felisberta Larissa França 25-23, 21-18        | Ana Paula Henkel Leila Barros             |
| GE Money Bank Warsaw Open Warszawa, Polska 5 - 10 czerwca                           | Juliana Felisberta Larissa França 21-19, 21-19   | Shelda Bede Adriana Behar         | Xue Chen Zhang Xi 25-23, 21-18                        | Talita Antunes Renata Ribeiro             |
| Open of Portugal Espinho, Portugalia 12 - 16 czerwca                                | Juliana Felisberta Larissa França 21-18, 21-17   | Laura Ludwig Sara Niedrig         | Talita Antunes Renata Ribeiro 21-18, 21-14            | Vasso Karantasiou Vassiliki Arvaniti      |
| Henkel Grand Chelem Paryż, Francja 19 - 24 czerwca                                  | Misty May Kerri Walsh 21-15, 21-12               | Tian Jia Wang Jie                 | Rachel Scott Tyra Turner 21-17, 21-16                 | Juliana Felisberta Larissa França         |
| ConocoPhillips Grand Slam Stavanger, Norwegia 26 - 30 czerwca                       | Jennifer Kessy April Ross 21-14, 21-12           | Tian Jia Wang Jie                 | Misty May Kerri Walsh 21-15, 21-13                    | Laura Ludwig Sara Niedrig                 |
| Montréal Open Montreal, Kanada 3 - 8 lipca                                          | Misty May Kerri Walsh 21-16, 16-21, 15-12        | Xue Chen Zhang Xi                 | Shelda Bede Adriana Behar 23-21, 21-19                | Ana Paula Henkel Leila Barros             |
| Smart Grand Slam Berlin, Niemcy 10 - 14 lipca                                       | Misty May Kerri Walsh 18-21, 21-15, 15-7         | Juliana Felisberta Larissa França | Tian Jia Wang Jie 21-19, 23-21                        | Ana Paula Henkel Leila Barros             |
| World Series 13 Marsylia, Francja 17 - 21 lipca                                     | Talita Antunes Renata Ribeiro 19-21, 21-19, 15-7 | Xue Chen Zhang Xi                 | Tian Jia Wang Jie 21-11, 21-14                        | Efthalia Koutroumanidou Maria Tsiartsiani |
| World Championships Gstaad, Szwajcaria 24 - 28 lipca                                | Misty May Kerri Walsh 21-16, 21-10               | Tian Jia Wang Jie                 | Juliana Felisberta Larissa França 19-21, 21-19, 18-16 | Xue Chen Zhang Xi                         |
| A1 Grand Slam presented by Nokia Klagenfurt, Austria 1 - 4 sierpnia                 | Misty May Kerri Walsh 21-16, 23-21               | Juliana Felisberta Larissa França | Laura Ludwig Sara Niedrig 21-15, 21-19                | Xue Chen Zhang Xi                         |
| Otera Open Kristiansand, Norwegia 7 - 11 sierpnia                                   | Juliana Felisberta Larissa França 21-17, 21-16   | Xue Chen Zhang Xi                 | Tian Jia Wang Jie 21-17, 21-15                        | Stephanie Pohl Okka Rau                   |
| PAF Open Åland, Finlandia 14 - 18 sierpnia                                          | Juliana Felisberta Larissa França 21-19, 21-15   | Tian Jia Wang Jie                 | Xue Chen Zhang Xi 21-18, 14-21, 18-16                 | Adriana Behar Ana Paula Henkel            |
| St. Petersburg Open Petersburg, Rosja 28 sierpnia - 1 września                      | Juliana Felisberta Larissa França 23-21, 21-17   | Jennifer Kessy April Ross         | Nicole Branagh Elaine Youngs 21-14, 21-14             | Vasso Karantasiou Vassiliki Arvaniti      |
| Banco do Brasil Open Fortaleza, Brazylia 25 - 29 września                           | Misty May Kerri Walsh 21-16, 21-14               | Juliana Felisberta Larissa França | Nicole Branagh Elaine Youngs 21-16, 21-14             | Shelda Bede Adriana Behar                 |
| Phuket Thailand Open powered by PTT Phuket, Tajlandia 31 października - 4 listopada | Misty May Kerri Walsh 21-18, 16-21, 15-13        | Nicole Branagh Elaine Youngs      | Tian Jia Wang Jie 21-18, 21-15                        | Rieke Brink-Abeler Hella Jürich           |